# Samolot bombowy

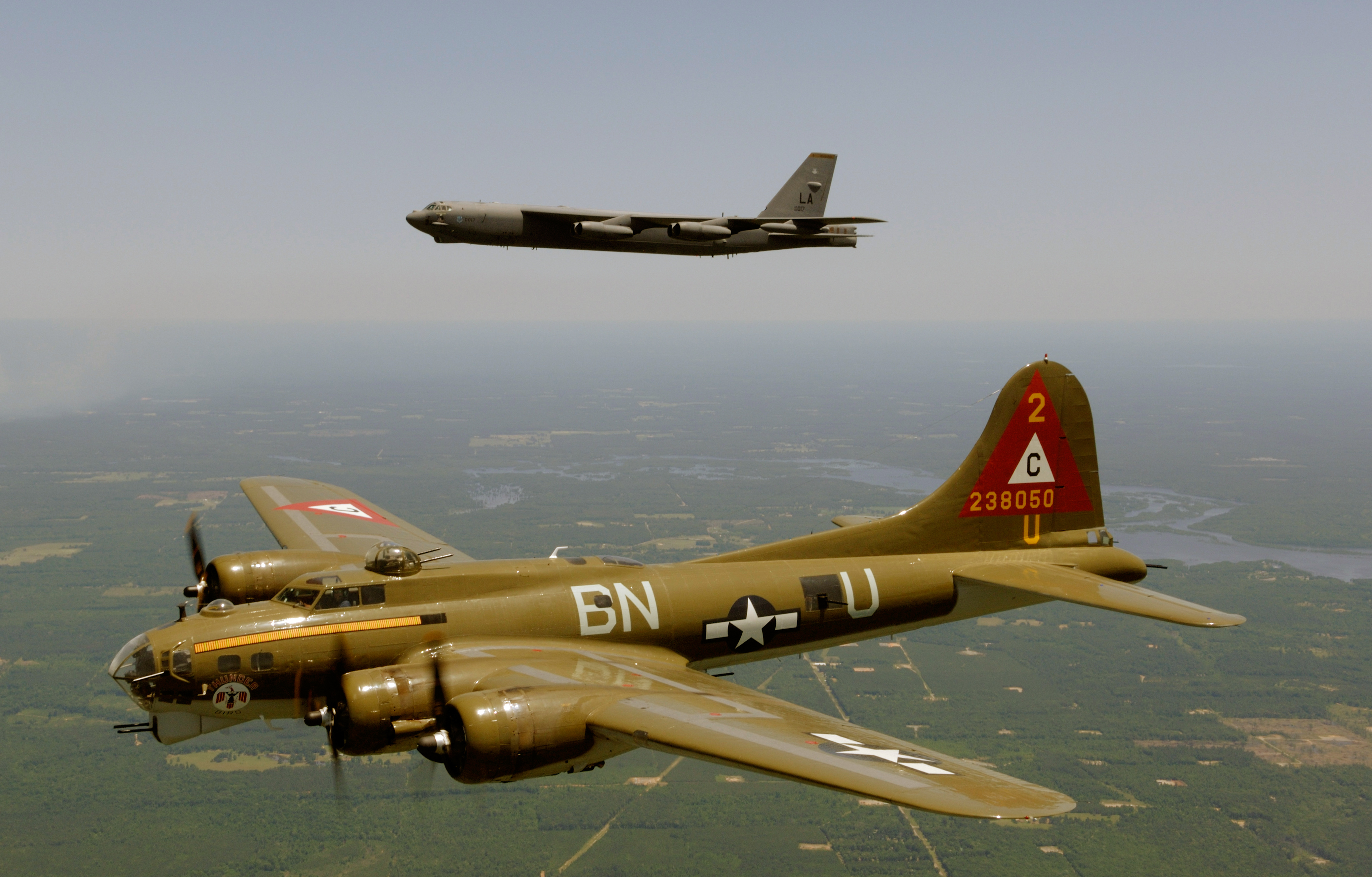
Amerykańskie samoloty bombowe B-17 Flying Fortress (na pierwszym planie) i B-52 Stratofortress

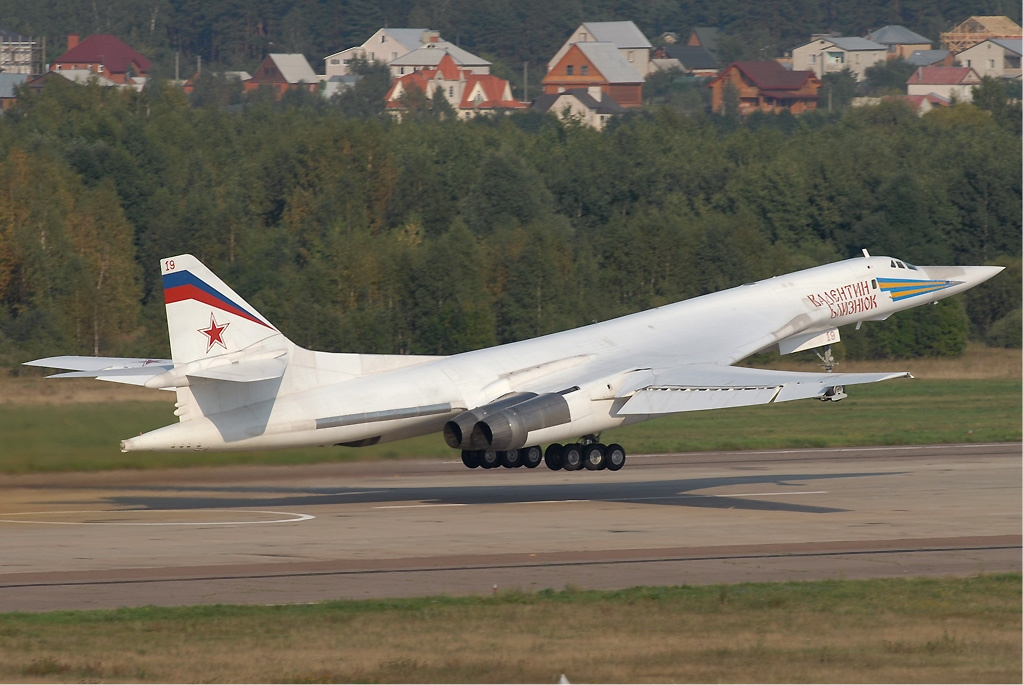
Rosyjski samolot bombowy Tu-160

Samolot bombowy (bombowiec) – rodzaj samolotu wojskowego, którego podstawowym przeznaczeniem jest niszczenie obiektów naziemnych lub jednostek pływających nieprzyjaciela za pomocą bomb, ewentualnie pocisków rakietowych.
W zależności od wielkości i rodzaju, bombowce to samoloty jednosilnikowe lub wielosilnikowe, o załodze od 2 do 4–5 osób (sporadycznie od 1 do 10 osób). Ich podstawową cechą wspólną jest konstrukcyjne przystosowanie do przenoszenia ładunku bojowego w postaci bomb lub pocisków rakietowych. Konstrukcja bombowców podlegała ewolucji wraz z rozwojem techniki lotniczej i samolotów: od samolotów dwupłatowych o konstrukcji drewnianej krytej płótnem, przez metalowe jednopłatowce do samolotów odrzutowych.

## Podział

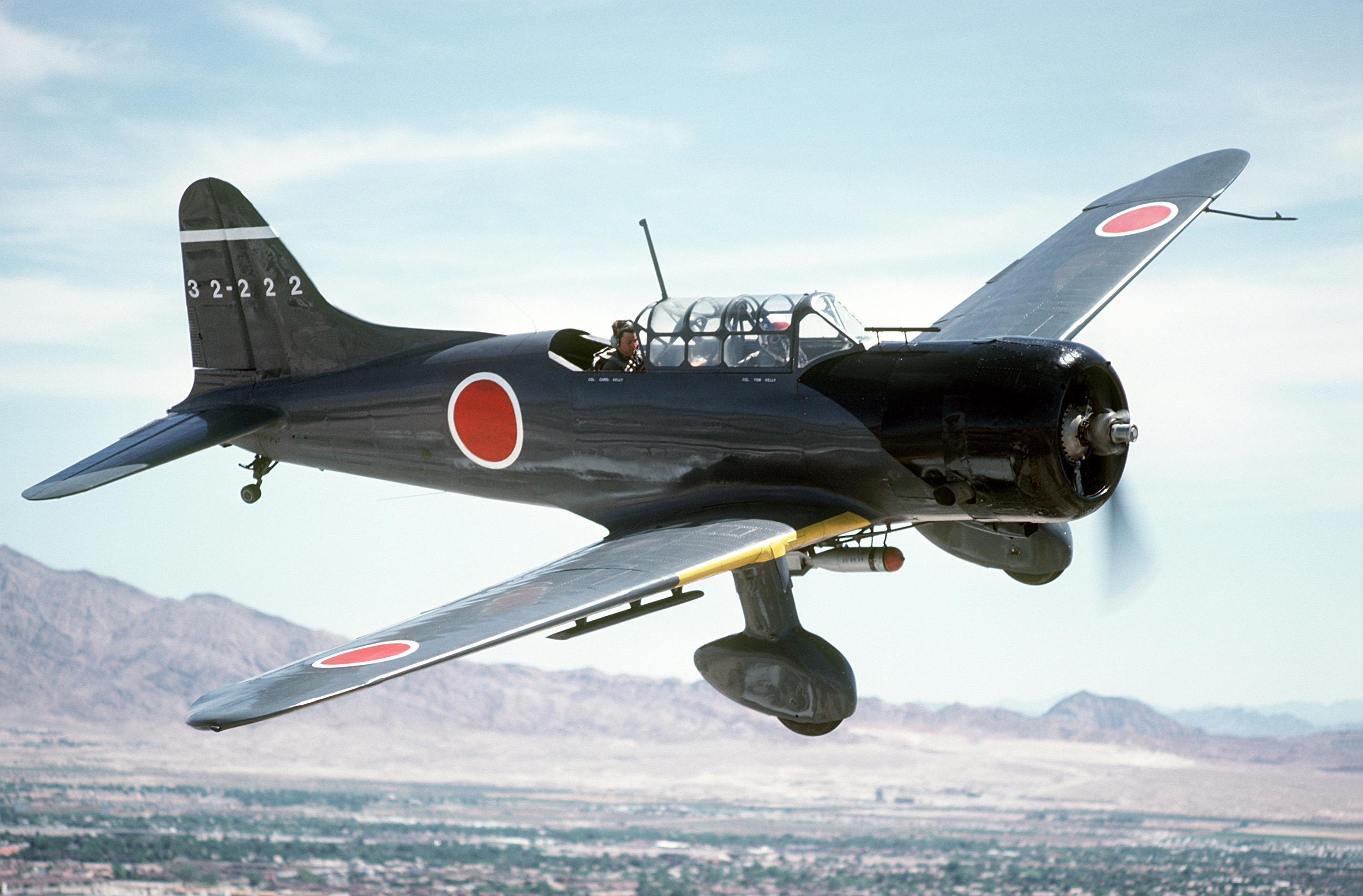
Japoński bombowiec nurkujący Aichi D3A z okresu II wojny światowej

Podstawowy podział bombowców był dokonywany pod względem ich wielkości i udźwigu bomb. Od I wojny światowej do lat 40. bombowce dzieliły się przede wszystkim na:
- lekkie – szybkie, o niewielkim udźwigu i zasięgu, przeznaczone głównie do działań dziennych i w pobliżu frontu, głównie jednosilnikowe, rzadziej dwusilnikowe, także pokładowe
- średnie – o mniejszej prędkości, lecz sporym udźwigu i zasięgu, przeznaczone do działań dziennych i nocnych na większych odległościach, głównie dwusilnikowe, rzadziej trzysilnikowe
- ciężkie – wielosilnikowe (2–6) samoloty o dużym udźwigu i zasięgu oraz długotrwałości lotu, przeznaczone do uderzeń strategicznych na głębokie zaplecze przeciwnika[1].

W okresie I wojny światowej, bombowce lekkie zabierały od kilkudziesięciu do 400 kg bomb, średnie – do 1 t bomb, a ciężkie od 400 kg do 3 t bomb.
W okresie II wojny światowej, bombowce lekkie z reguły zabierały do około 1 tony bomb, średnie (najczęściej 2-silnikowe) do około 3 ton bomb, a ciężkie (najczęściej 4-silnikowe) – od 3 do 6, maksymalnie do 9 ton bomb. Załogę lekkich bombowców zwykle stanowiły 2–3 osoby, średnich – 3–6 osób, a ciężkich – 5–10 osób.
W zależności od zasięgu, bombowce dzieliły się na bliskiego, średniego i dalekiego zasięgu. Podział ten zwykle pokrywał się z podziałem na bombowce odpowiednio lekkie, średnie i ciężkie, lecz nie zawsze; najczęstszym odstępstwem były konstrukcje lekkich bombowców średniego zasięgu (np. Bristol Blenheim) lub średnich bombowców dalekiego zasięgu (np. Vickers Wellington). Kryteria dotyczące zasięgu nie były jednak precyzyjnie określone.
Ze względu na technikę bombardowania, bombowce dzieliły się na:
- bombowce (horyzontalne) – dokonujące zrzutu bomb w locie poziomym, znakomita większość bombowców zaliczała się do tej kategorii
- bombowce nurkujące – lekkie i średnie bombowce atakujące w locie nurkowym.

Od lat powojennych, zasady podziału bombowców zmieniły się i dzielą się one na:
- taktyczne – przeznaczone do atakowania celów na polu walki i jego zapleczu
- strategiczne – przeznaczone do dokonywania ataków strategicznych na głębokim zapleczu wroga, zwłaszcza z użyciem broni jądrowej.

Odrębną podkategorią bombowców lekkich lub taktycznych są bombowce pokładowe – przeznaczone konstrukcyjnie do bazowania na lotniskowcach (często były to samoloty bombowo-torpedowe lub bombowce nurkujące). Oprócz tego wyróżnia się samoloty bombowo-rozpoznawcze – bombowce przystosowane też dzięki wyposażeniu dodatkowemu do pełnienia roli samolotów rozpoznawczych. Wyróżnia się również samoloty bombowo-patrolowe (samoloty patrolowe) – przeznaczone głównie do patrolowania nad morzem, a w drugim rzędzie do zwalczania wykrytych celów morskich. Kategorią istniejącą w latach 30. i 40. były bombowce nurkujące – były to lekkie (rzadziej średnie) bombowce konstruowane z myślą o atakach z lotu nurkowego.
Od okresu II wojny światowej lżejsze bombowce zaczęły być wypierane przez samoloty szturmowe, wyspecjalizowane do ataków na silnie bronione cele naziemne, a z drugiej strony przez bardziej uniwersalne samoloty myśliwskie przystosowane do przenoszenia bomb (samoloty myśliwsko-bombowe). Od około lat 70. bombowce taktyczne zostały w większości zastąpione przez samoloty szturmowe i myśliwce wielozadaniowe.

## Uzbrojenie

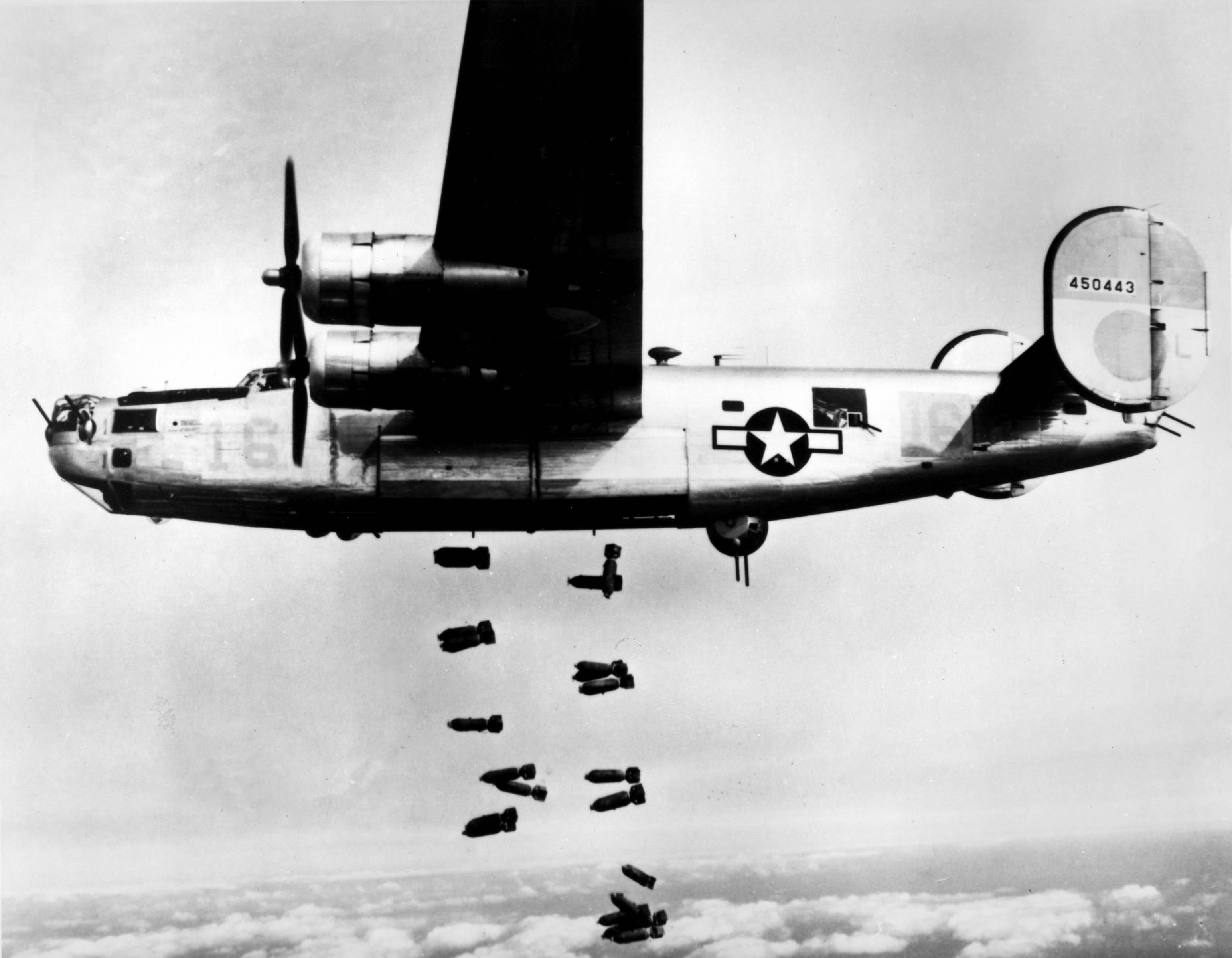
Amerykański B-24 Liberator zrzucający bomby; 19 marca 1945 roku

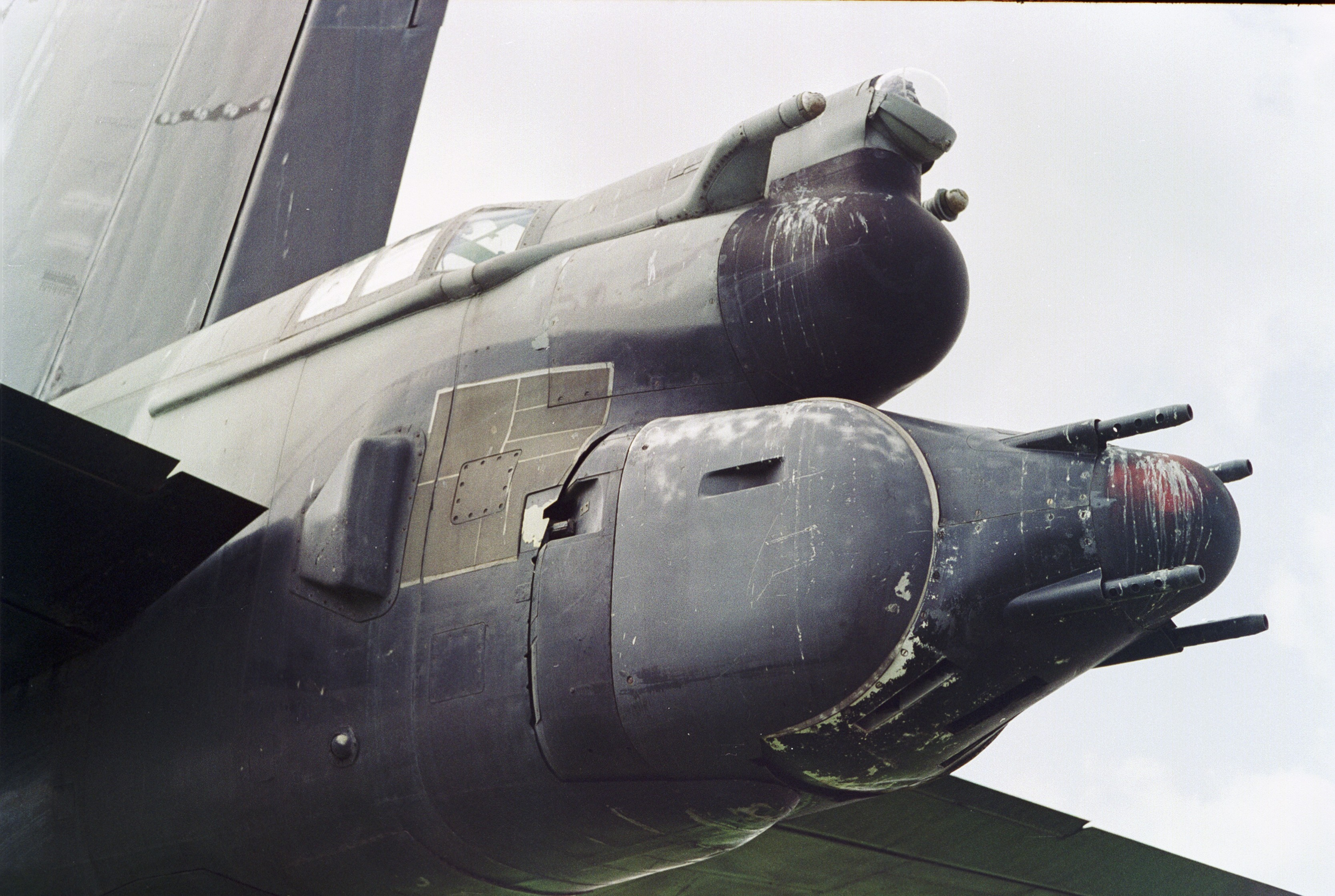
Ogonowe stanowisko strzeleckie na B-52D Stratofortressie

Uzbrojenie bombowców dzieli się na ofensywne i obronne. Główne uzbrojenie ofensywne bombowców stanowią bomby lotnicze, zabierane w zamykanych komorach bombowych lub podwieszane na węzłach uzbrojenia pod skrzydłami lub kadłubem. Bombowce okresu I wojny światowej zabierały od kilkudziesięciu kilogramów do 2 ton bomb (największy Handley Page V/1500 – do 3 ton); bombowce okresu II wojny światowej od kilkuset kilogramów do 6 ton bomb (Boeing B-29 Superfortress – maksymalnie 9 ton). Od końca II wojny światowej na uzbrojenie bombowców weszły bomby jądrowe. Od lat 60. bomby były wypierane przez pociski rakietowe powietrze-ziemia, zwłaszcza w bombowcach strategicznych. Współczesne bombowce strategiczne zabierają do około 30 ton uzbrojenia.
Zamiast bomb niektóre typy bombowców okresu międzywojennego i II wojny światowej, a także niektóre współczesne, mogły przenosić torpedy lotnicze do zwalczania okrętów (samoloty bombowo-torpedowe). Wiele typów mogło zabierać lotnicze miny morskie do minowania wód. Stosowano też bomby głębinowe jako uzbrojenie do zwalczania okrętów podwodnych.
Uzbrojenie obronne bombowców składało się początkowo z kilku karabinów maszynowych. Na większych samolotach montowano je w kilku stanowiskach lub wieżyczkach strzeleckich, obsługiwanych przez strzelców, zapewniających możliwie szerokie pole ostrzału w różnych kierunkach. Od końca lat 30. XX wieku i podczas II wojny światowej rósł kaliber uzbrojenia – wprowadzono wielkokalibrowe karabiny maszynowe lub działka lotnicze kalibru 20 milimetrów, a liczba luf sięgnęła kilkunastu (najsilniej uzbrojonym w broń maszynową bombowcem był Boeing B-17 Flying Fortress, dysponujący trzynastoma wukaemami). W latach po II wojnie światowej uzbrojenie strzeleckie bombowców odgrywało znacznie mniejszą rolę i zostało znacznie ograniczone, a na większości konstrukcji zanikło, zwłaszcza na bombowcach strategicznych. Dłużej stosowano jedynie stanowiska ogonowe działek 20–23 mm, zwłaszcza na konstrukcjach radzieckich. Współczesne bombowce taktyczne mogą posiadać do samoobrony pociski rakietowe powietrze-powietrze.
Ważnym elementem jest system walki elektronicznej, poprzez zakłócanie urządzeń naprowadzających sterowane pociski rakietowe. Do tego dochodzą flary mające chronić bombowiec przed atakiem pocisków kierowanych na podczerwień (zob. kierowany pocisk rakietowy ziemia–powietrze).
Podstawowym sposobem działania bombowców jest bombardowanie celu z lotu poziomego, z małej lub dużej wysokości. W tym celu stosowane były specjalne celowniki bombowe, pozwalające na obliczenie wyprzedzenia, z jakim należy zrzucić bomby, aby uderzyły w cel. Technika ta skuteczna jest jednak przede wszystkim do atakowania celów powierzchniowych (z uwagi na umiarkowaną celność), a ponadto jej wadą jest konieczność utrzymywania przez samolot stałego kursu, zwiększająca możliwość zestrzelenia. W celu precyzyjnego atakowania celów punktowych, opracowano bombowce nurkujące, zrzucające bomby z lotu nurkowego pod dużym kątem (70°–80°). Technika ta była szczególnie przydatna do zwalczania okrętów, lecz wymagała specjalnej konstrukcji samolotów. Podczas II wojny światowej wdrożono technikę dość celnego zrzucania bomb z płytkiego nurkowania (kąt 10°–50°), zwłaszcza przydatną dla lekkich bombowców i myśliwców.
Pod koniec II wojny światowej pojawiły się bomby kierowane, po wojnie trwał też rozwój doskonalszych celowników bombowych. Z wprowadzeniem na uzbrojenie pocisków kierowanych powietrze–ziemia, bombowce strategiczne nie musiały już nadlatywać nad cel (w erze rakiet przeciwlotniczych zbliżanie się do celu oznaczało duże ryzyko) i stały się latającymi platformami do odpalania pocisków. Podczas nowych konfliktów lokalnych z udziałem USA w latach 90. nastąpił jednak powrót do wykorzystania bombowców strategicznych do tańszego bombardowania klasycznymi bombami z lotu poziomego. Jest to jednak praktykowane po wywalczeniu zdecydowanej przewagi w powietrzu i zniszczeniu stanowisk obrony przeciwlotniczej.

## Historia

### Początki i I wojna światowa

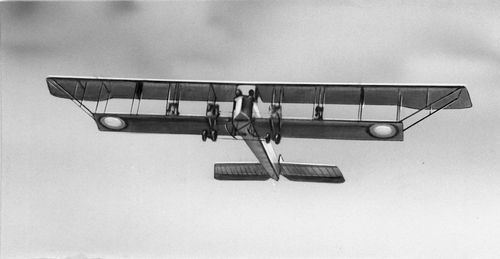
Rosyjski samolot bombowy Ilja Muromiec z okresu I wojny światowej

Po raz pierwszy samolot został wykorzystany do bombardowania 1 listopada 1911 przez Włochów podczas konfliktu z Turcją w Afryce Północnej – zrzucono wtedy ręcznie cztery małe 2 kg bomby z samolotu Etrich Taube na żołnierzy tureckich. Na niewielką skalę wykorzystywano samoloty do bombardowania także podczas wojen bałkańskich 1910–1913. W tym okresie oraz na początku I wojny światowej do bombardowania wykorzystywano zwykłe dostępne wówczas lekkie samoloty zwiadowcze (m.in. Blériot XI, Farman IV, Taube), a bomby przeważnie zrzucano ręcznie. Szczególnie często wykorzystywano w tym charakterze w krajach ententy samoloty Voisin, dwupłaty z silnikiem pchającym, a w państwach centralnych jednopłatowe Taube. Samoloty te nie rozwijały na ogół prędkości większej, niż 110–120 km/h.
Dopiero w latach 1915–1916 zaczęły się pojawiać samoloty specjalnie przystosowane do bombardowania, a w 1917 powstały udane konstrukcje lekkich bombowców, jak francuskie Breguet XIV i Salmson 2, brytyjskie DH.4 i następnie DH.9. W odróżnieniu od Ententy, Niemcy i Austro-Węgry nie budowały specjalnych lekkich bombowców, lecz używały do bombardowania liczne wielozadaniowe samoloty rozpoznawcze klasy C, produkowane m.in. przez firmy Albatros (np. C.III), AEG (np. C.I), Rumpler (np. C.I), LVG (np. C.V, C.VI), Hansa-Brandenburg (np. C.I). Lekkie bombowce z I wojny światowej nie przekraczały jednak prędkości 200 km/h.
W toku I wojny światowej wprowadzono też bombowce średnie i ciężkie. Z samolotów średnich najbardziej znane stały się niemieckie dwusilnikowe bombowce Gotha serii G (np. G.IV) i Friedrichshafen G.III, powstałe już w latach 1915–1916. Przenosiły od 300 do 900 kg bomb, razem z ciężkimi bombowcami używane były do strategicznych bombardowań Londynu. Używane też były w znacznej liczbie dwusilnikowe bombowce AEG G.IV. Państwa ententy używały średnich bombowców na małą skalę, dość licznie rozwijane były natomiast przez główne państwa biorące udział w wojnie bombowce ciężkie, począwszy od rosyjskiego czterosilnikowego Ilja Muromiec, skonstruowanego już w 1914 przez Igora Sikorskiego. Jako drugie państwo, ciężkie bombowce zaczęli wprowadzać Włosi, serii Caproni Ca.3 (1914), Ca.4 (1916) i Ca.5 (1917); stanowiły one także wyposażenie jednostek innych krajów ententy. Największe bombowce budowali jednak Niemcy – SSW R i seria wielkich Staaken R (głównie R.VI) o udźwigu 1000–2000 kg bomb. Później od innych krajów do budowy ciężkich bombowców przystąpili Brytyjczycy, tworząc udane samoloty Handley Page O/400 z 1916 oraz wielkie Handley Page V/1500 o rekordowym udźwigu bomb 3300 kg, które jednak nie zdążyły wziąć udziału w wojnie. Znaczącą konstrukcją okazał się bombowiec ciężki Vickers Vimy, który również nie zdążył wziąć udziału w wojnie, lecz stał się pierwszym samolotem, który przeleciał bez lądowania nad Atlantykiem. Prędkość bombowców średnich i ciężkich nie przekraczała na ogół 160 km/h. Prawie wszystkie bombowce w I wojnie światowej, włącznie z lekkimi, były dwupłatami o konstrukcji drewnianej lub mieszanej, zawsze ze stałym podwoziem.

### Okres międzywojenny i II wojna światowa

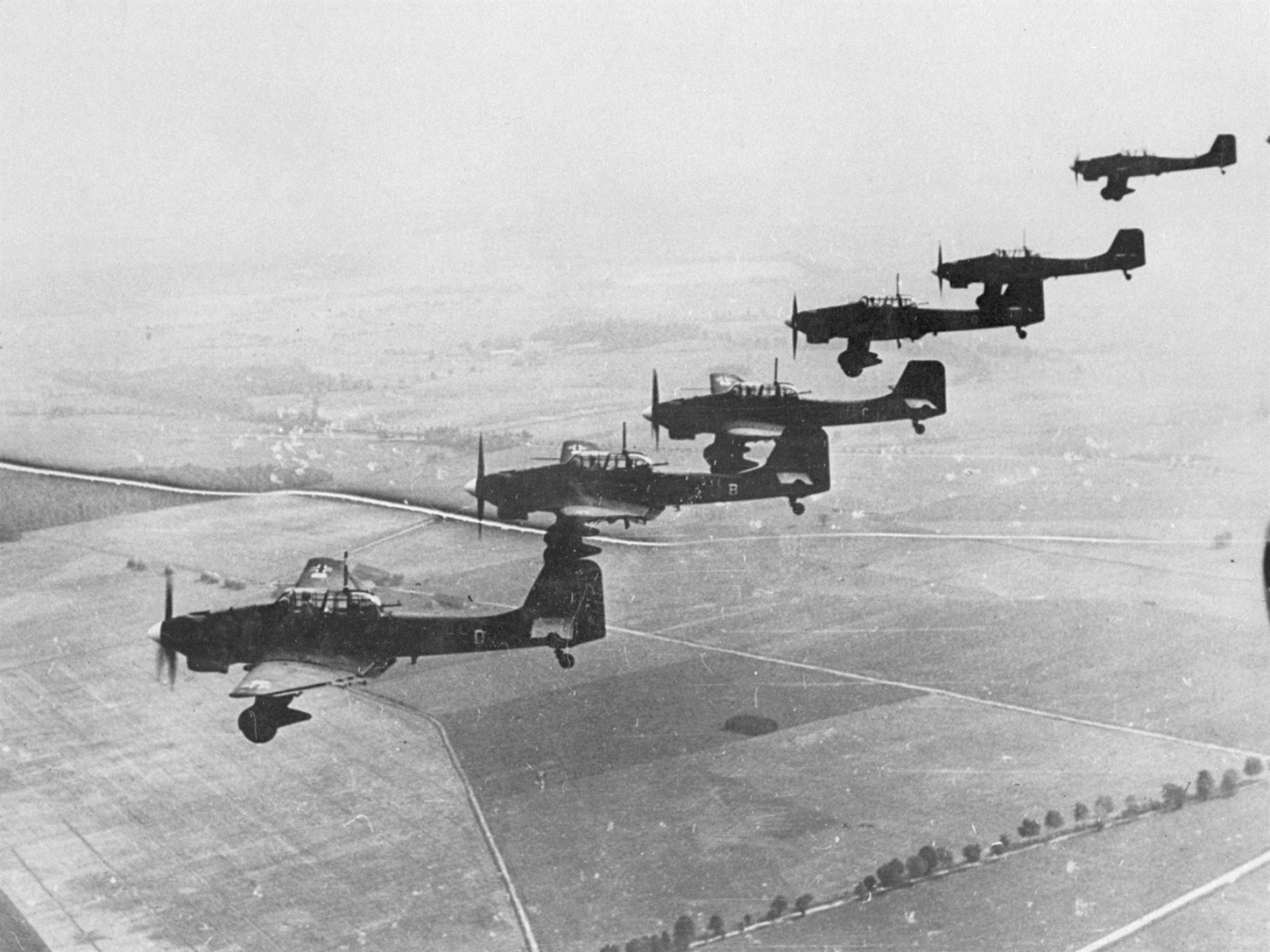
Niemieckie bombowce nurkujące Junkers Ju 87

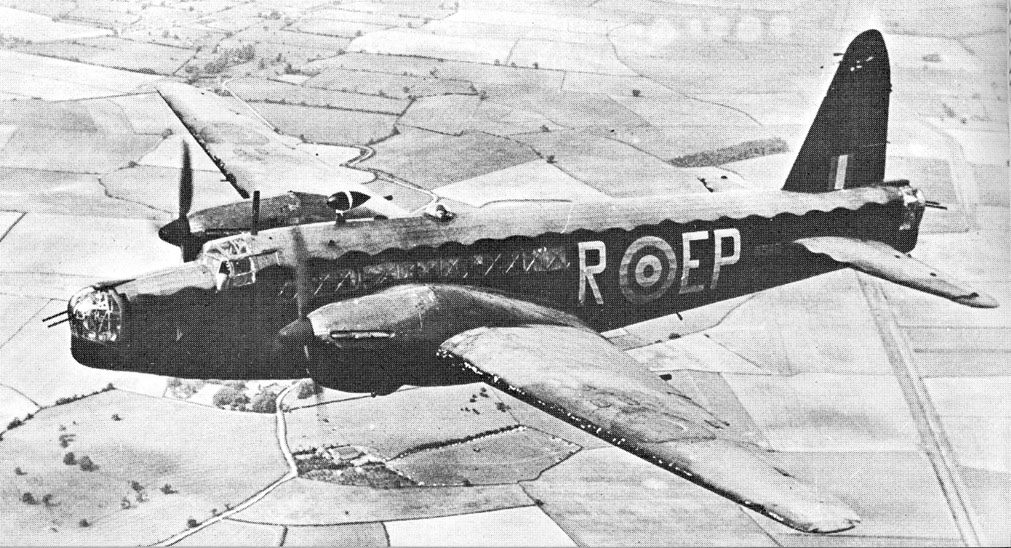
Brytyjski bombowiec dwusilnikowy Vickers Wellington w barwach 104. Eskadry RAF-u

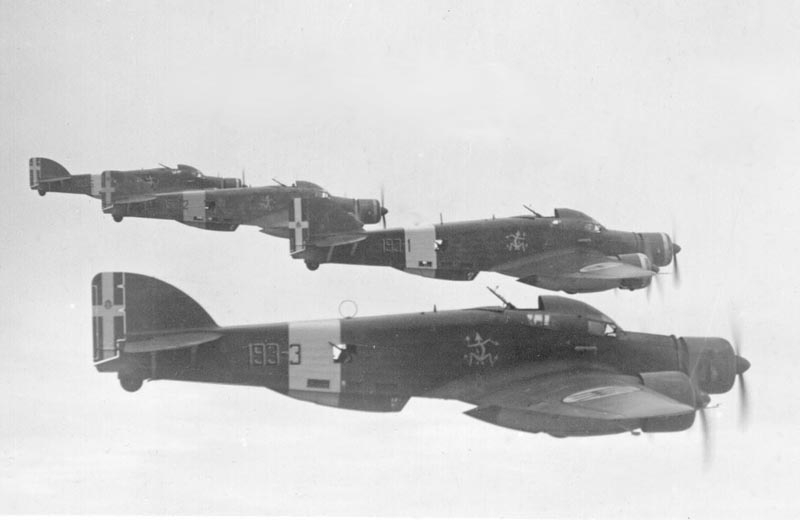
Włoskie samoloty bombowe Savoia-Marchetti SM.79 ze 193. Eskadry Regii Aeronautiki

Bombowce konstruowane w latach 20. nie różniły się na ogół znacząco od ostatnich konstrukcji okresu I wojny światowej, mając jedynie nieco lepsze osiągi i nowocześniejszą konstrukcję. Były to wciąż głównie dwupłatowe samoloty o konstrukcji drewnianej lub mieszanej, ze stałym podwoziem. Jednymi z najbardziej znaczących i rozpowszechnionych konstrukcji przełomu lat 20. i 30. były jednosilnikowe dwupłatowe bombowce lekkie: francuski Breguet 19 i brytyjskie Hawker Hart i jego wersje pochodne.
W latach 30. wraz z ogólnym postępem w lotnictwie, zaczęto budować samoloty bombowe w układzie wolnonośnych jednopłatów konstrukcji metalowej, rzadziej mieszanej. Coraz powszechniej wprowadzano chowane podwozie i metalowe pokrycie samolotów zamiast płóciennego lub sklejkowego. Rozwijane prędkości rosły do ponad 300 km/h. Mimo to samoloty skonstruowane do 1. połowy lat 30. były już w momencie wybuchu II wojny światowej przestarzałe i wzięły w niej ograniczony udział (jak Amiot 143, Bloch MB.200, TB-3, Junkers Ju 86). Z kolei nowa generacja bombowców, konstruowanych na świecie w 2. połowie lat 30., stała się podstawą lotnictwa bombowego w 1. połowie II wojny światowej. Wyróżniały je prędkość maksymalna przekraczająca na ogół 400 km/h, chowane podwozie i większy nacisk położony na aerodynamiczne kształty.
Podczas II wojny światowej zmalała rola jednosilnikowych bombowców lekkich działających z baz lądowych i bombardujących z lotu poziomego, które były zbyt wrażliwe na ataki myśliwców i ostrzał lekkiej artylerii przeciwlotniczej podczas działań dziennych, co wykazał przykład polskich PZL.23 Karaś, brytyjskich Fairey Battle i radzieckich Su-2. Lekkie bombowce były zastępowane przez lepiej przystosowane do ataków na cele punktowe samoloty szturmowe oraz uniwersalne samoloty myśliwsko-bombowe, a nawet zwykłe myśliwce przenoszące bomby. Dużą rolę podczas wojny odegrały jedynie lekkie bombowce nurkujące, zapewniające wysoką precyzję bombardowania celów punktowych, przede wszystkim niemieckie Junkers Ju 87 „Stuka”. Odmienna sytuacja panowała jedynie w lotnictwie pokładowym, w którym z uwagi na ograniczenia masowe lekkie pokładowe samoloty bombowo-torpedowe i bombowce nurkujące były główną i skuteczną bronią ofensywną (np.: amerykańskie Douglas SBD Dauntless, Grumman TBF Avenger, Curtiss SB2C Helldiver, japońskie: Nakajima B5N, Aichi D3A, Yokosuka D4Y Suisei, brytyjskie: Blackburn Skua, Fairey Barracuda).
Większą rolę podczas wojny odgrywały lekkie bombowce dwusilnikowe, jak brytyjskie Bristol Blenheim i de Havilland Mosquito, radziecki SB-2, amerykańskie Douglas A-20 Boston i Douglas A-26 Invader. Ich wyróżnikiem była duża prędkość, wynikająca z korzystnego stosunku mocy zdublowanego napędu do masy i zwiększająca szanse w starciu z myśliwcami (nowsze samoloty – znacznie ponad 500 km/h, aczkolwiek starsze Blenheim i SB-2 w chwili wybuchu wojny wyraźnie już ustępowały nowym myśliwcom). Samoloty te z reguły przenosiły poniżej 1 tony bomb, chociaż późne wersje A-20 i A-26, klasyfikowane w USA jako lekkie bombowce, nie ustępowały pod tym względem bombowcom średnim.
Podstawę lotnictwa bombowego aliantów w 1. połowie II wojny światowej, a państw Osi przez całą wojnę, stanowiły bombowce średnie, takie jak niemieckie Junkers Ju 88, Heinkel He 111, Dornier Do 17, Do 217, polski PZL.37 Łoś, brytyjskie Vickers Wellington, włoskie Fiat BR.20, Savoia-Marchetti SM.79, CANT Z.1007, radzieckie Ił-4, Pe-2, Tu-2, japońskie Mitsubishi Ki-21, Mitsubishi G3M, Mitsubishi G4M, amerykańskie B-25 Mitchell, B-26 Marauder. Były to samoloty o różnym przeznaczeniu, do nalotów taktycznych albo strategicznych, dziennych lub nocnych, o średnim lub dużym zasięgu. Część z ich miała różne wersje pochodne, w tym do zwalczania celów morskich za pomocą bomb lub torped, a nawet wersje ciężkich myśliwców. Dysponowały one udźwigiem bomb od 1 do około 2,5 tony. Podczas wojny głównym elementem podlegającym ulepszeniom była prędkość – nowsze konstrukcje osiągały prędkość zbliżającą się do 500 km/h, a nawet ją przekraczającą.
Kilka państw produkowało bombowce ciężkie w umiarkowanych liczbach, lecz jedynie alianci zachodni rozwinęli podczas wojny masową produkcję samolotów tej klasy, co związane było z prowadzoną ofensywą bombową przeciw państwom osi. Były to przede wszystkim brytyjskie bombowce Avro Lancaster i Handley Page Halifax oraz amerykańskie Boeing B-17 Flying Fortress i Consolidated B-24 Liberator. Bombowce amerykańskie działały w dzień, na dużych wysokościach, w trudnych do zwalczania zwartych formacjach, w których samoloty osłaniały się nawzajem ogniem broni maszynowej dużego kalibru, natomiast słabiej uzbrojone bombowce brytyjskie atakowały w nocy. Pod koniec wojny, w 1944 roku, Amerykanie wprowadzili do służby liniowej w USAAF-ie zaawansowanego technicznie Boeinga B-29 Superfortress, mogącego latać na dużych wysokościach dzięki ciśnieniowej kabinie, z dużą prędkością 570 km/h, i przenoszącego niespotykany dotąd ładunek maksymalnie do 9 ton bomb. Niemieckie ciężkie bombowce Heinkel He 177 Greif budowane były w mniejszych liczbach i używano ich głównie do zwalczania żeglugi.
Oprócz B-29 zwiastunem nowych technologii w dziedzinie konstrukcji bombowców był niemiecki Arado Ar 234 Blitz – pierwszy na świecie produkowany seryjnie bombowiec o napędzie odrzutowym.

### Po II wojnie światowej

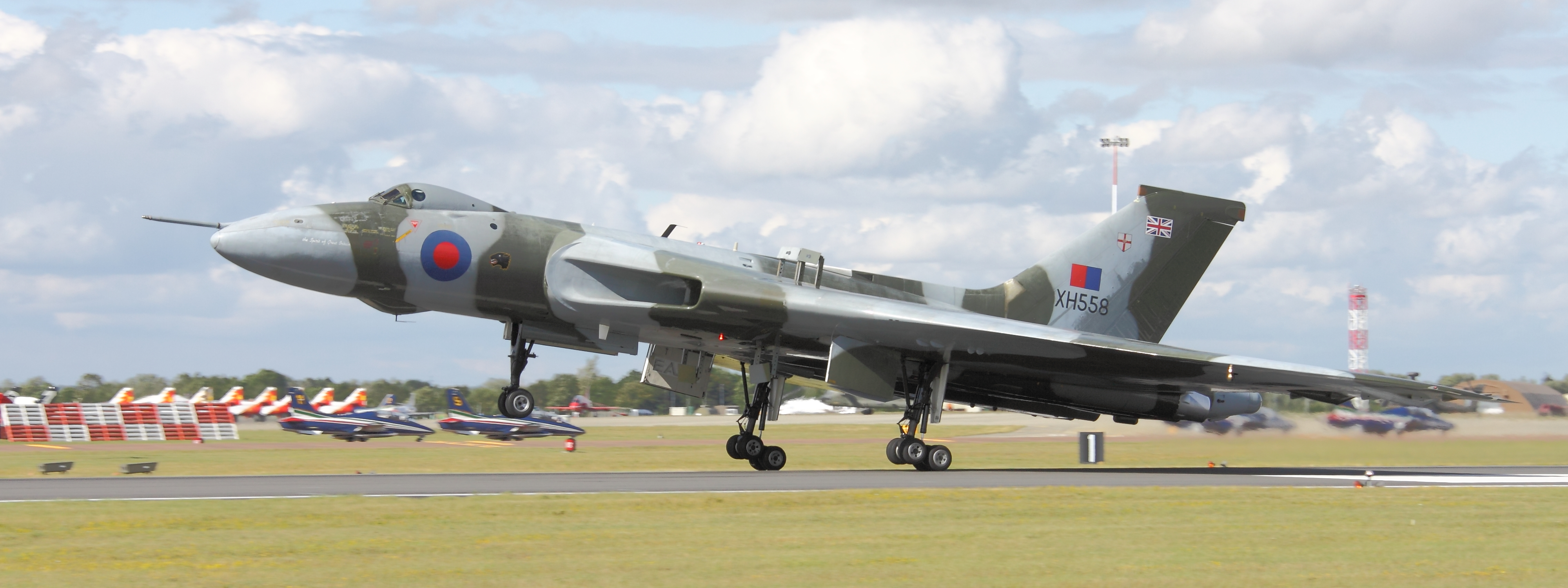
Brytyjski bombowiec poddźwiękowy Avro Vulcan zdolny do przenoszenia broni jądrowej

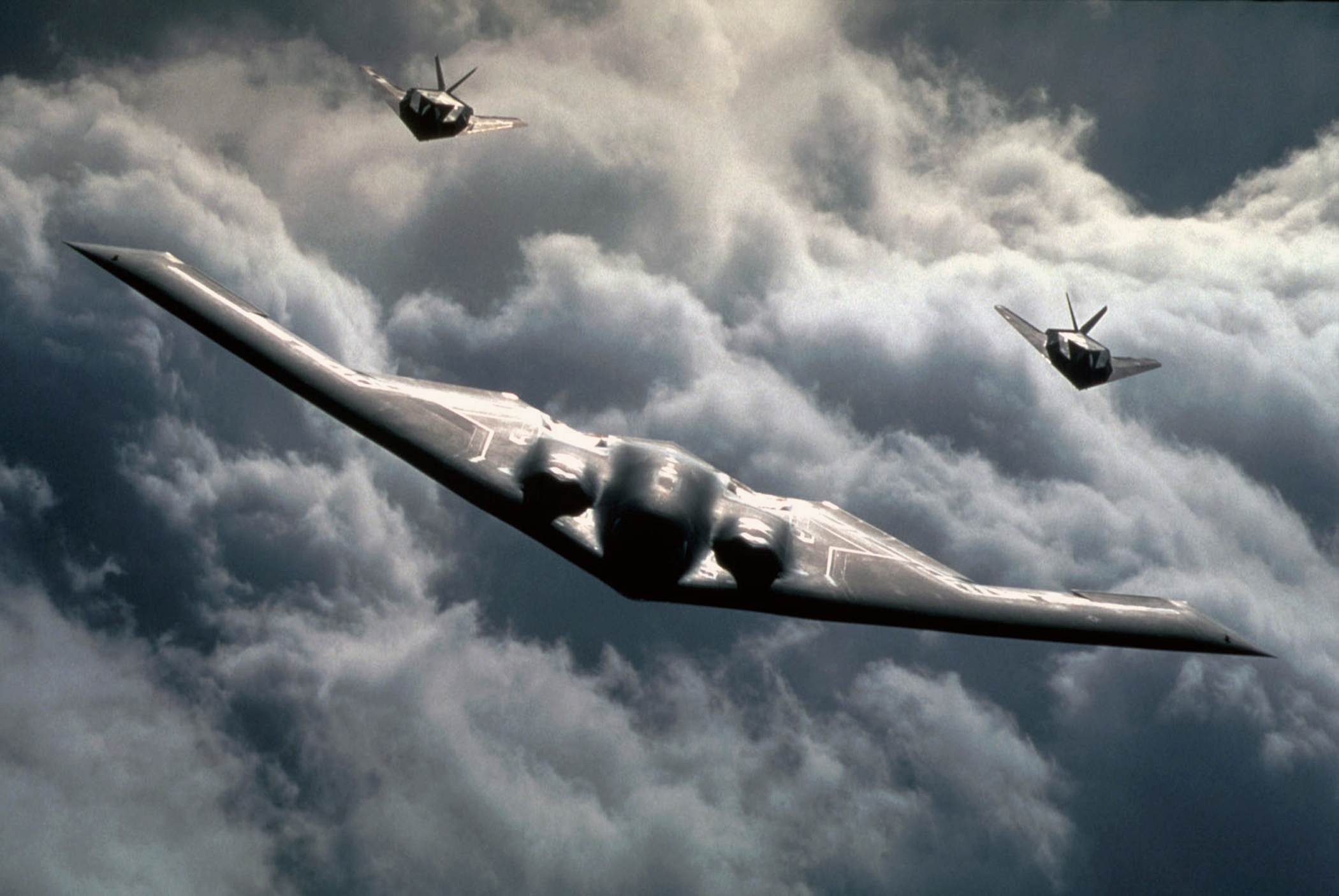
Amerykański bombowiec strategiczny B-2 Spirit (na pierwszym planie) i bombowce taktyczne F-117 Nighthawk – wszystkie zaprojektowane w myśl koncepcji obniżonej wykrywalności

Po II wojnie światowej znacznie zmniejszyła się liczba państw budujących własne konstrukcje samolotów bombowych. Prace na tym polu kontynuowały praktycznie tylko USA, ZSRR i Wielka Brytania, co związane było z wysokimi wymaganiami stawianymi przez nowoczesne technologie i powojennymi uwarunkowaniami politycznymi. Z drugiej strony w wielu państwach w służbie pozostawały wyprzedawane amerykańskie lub radzieckie samoloty z okresu wojny.
W dziedzinie bombowców taktycznych, powstały w latach 50. dwie udane konstrukcje bombowców odrzutowych: brytyjski English Electric Canberra oraz radziecki Ił-28, oba dostarczane do licznych państw (Canberra produkowana nawet w USA jako B-57). Były to jedne z ostatnich konstrukcji tego rodzaju. Ich zadania przejęły samoloty szturmowe i myśliwce uderzeniowe, które dzięki coraz lepszym silnikom i systemom elektronicznym mogły wykonywać zadania bombowe.
Największą uwagę w realiach zimnej wojny poświęcano bombowcom strategicznym, które nabrały nowego znaczenia wraz z wprowadzeniem broni atomowej. Projektowano konstrukcje o coraz większym udźwigu, prędkości i zasięgu; w przypadku USA i ZSRR – zdolne do uderzeń międzykontynentalnych. W późnych latach 40. i 50. powstały w USA takie konstrukcje, jak ogromny śmigłowy, a później odrzutowo-śmigłowy Convair B-36 Peacemaker (maksymalny ładunek 39 ton bomb), szybkie odrzutowe poddźwiękowe North American B-45 Tornado i Boeing B-47 Stratojet, a ostatecznie Boeing B-52 Stratofortress, łączący poddźwiękową prędkość z ładunkiem 31 ton bomb. Podstawą międzykontynentalnego lotnictwa strategicznego ZSRR stał się Tu-95, o unikalnym w tej klasie napędzie turbośmigłowym, natomiast mniej oddalone cele mógł atakować odrzutowy Tu-16. Oprócz tego opracowywano też inne bombowce strategiczne, które kończyły życie na etapie projektów czy prototypów (jak sowiecki Bartini A-57 i amerykański North American XB-70).
Na uboczu rywalizacji mocarstw Wielka Brytania skonstruowała trzy poddźwiękowe bombowce strategiczne „serii V”: Vickers Valiant, Handley Page Victor i Avro Vulcan. Brytyjskie bombowce mogły być mniejsze z uwagi na brak konieczności lotu międzykontynentalnego.